# کارخانه (وارهول)

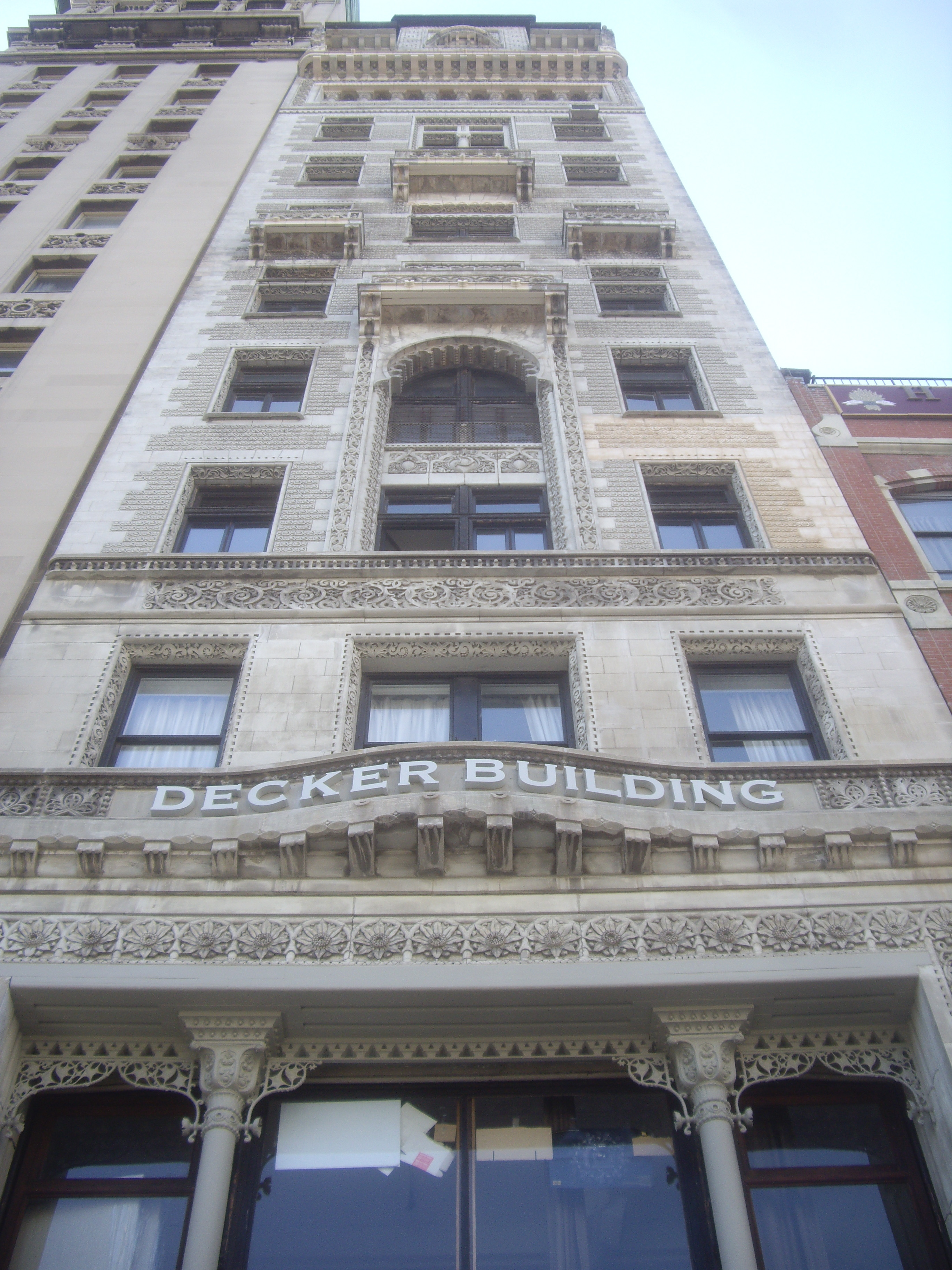
ساختمان دکر، دومین مکان کارخانه

کارخانه (به انگلیسی: The Factory) نام استودیوی اندی وارهول در نیویورک بود، که طی سال‌های ۱۹۶۴ تا ۱۹۸۴ در ۳ مکان مختلف قرار داشت. اولین استودیو در طبقه پنجم ساختمانی در شماره ۲۳۱ خیابان چهل و هفتم شرقی در میدتاون منهتن واقع بود. وارهول در سال ۱۹۶۸ آن مکان را ترک گفت و به طبقه ششم ساختمان دکر واقع در شماره ۳۳ یونیون اسکوئر نقل مکان کرد و تا سال ۱۹۷۳ در آنجا مستقر بود. سومین مکان استودیوی وارهول در شماره ۸۶۰ خیابان برادوی قرار داشت، برخلاف آن که فضای این استودیو بزرگتر بود اما وارهول فیلم‌های چندان زیادی در این مکان نساخت.